# Fernando Valenzuela (Baseballspieler)
Fernando Valenzuela Anguamea (* 1. November 1960 in Etchohuaquila; † 22. Oktober 2024 in Los Angeles) war ein mexikanischer Baseballspieler. Der Pitcher spielte während seiner Major-League-Karriere in sechs verschiedenen Mannschaften, am längsten von 1980 bis 1990 bei den Los Angeles Dodgers. 1981 wurde er der bislang einzige Spieler in der Geschichte der Major League, der den Rookie of the Year Award, den Cy Young Award, den Silver Slugger Award und die World Series in einer Saison gewann.

## Leben und Karriere
Valenzuela wurde 1960 als jüngstes von zwölf Kindern in Etchohuaquila, einem kleinen Dorf im Municipio Navojoa in Sonora in Mexiko geboren.
1978 begann der damals 17-jährige Valenzuela seine professionelle Baseball-Karriere bei Guanajuato Tuzos in der Mexican Central League mit einer 5–6 Bilanz und einem ERA von 2,23. Im darauffolgenden Jahre wurde die Mexican Central League in die heutige Liga Mexicana de Béisbol überführt. Valenzuela pitchte somit in der Minor League. Bei den Leones de Yucatán erreichte er in dieser Saison eine 10–12 Bilanz mit einem ERA von 2,49 und 141 Strikeouts. Valenzuela wurde von einigen Major League Mannschaften beobachtet und wurde schließlich von den Los Angeles Dodgers am 6. Juli 1979 für 120.000 US-Dollar abgekauft.

### Los Angeles Dodgers
Nachdem Fernando Valenzuela 1979 zu den Dodgers gewechselt hatte, spielte er im Minor League A-Team Lodi Dodgers (heute Rancho Cucamonga Quakes) in der California League, wo er aber nur bedingt zum Einsatz kam (1–2 mit einem ERA von 1.13). 1980 stieg er zu den San Antonio Missions in der Double-A auf. Er führte die Texas League mit 162 Strikeouts an. Im September 1980 wurde er in den Kader der Los Angeles Dodgers berufen.

### „Fernandomanie“
Durch seine Leistungen in der Saison 1981 wurde Valenzuela als Top Rookie gehandelt. Er begann die Saison 8–0 mit einem ERA von nur 0.50. Er wurde durch seine eigenwillige, auffällige Wurftechnik bekannt.
Gerade bei den Latinos von Los Angeles wurde er zum medialen Erfolg, was den Begriff „Fernandomanie“ („Fernandomania“) prägte.
Nach dem Spielerstreik im selben Jahr, in dem 713 Spiele abgesagt wurden, beendete er die Saison mit einer 13–7 Bilanz und einem ERA von 2.48. Er führte alle Pitcher in den Statistiken Shutouts (8), Innings pitched (192.1) and Strikeouts (180) an. Er wurde der bis dahin einzige Spieler, der den Rookie of the Year und Cy Young Award im selben Jahr gewann. Zusätzlich war ein zuverlässiger Schlagmann, der mit einem Schnitt von .250 den Silver Slugger Award gewann. In der World Series 1981 verhalf er mit einer 3–1 Bilanz den Dodgers zum ersten Sieg der World Series seit 1965. Dank seiner Offensivfähigkeiten spielte Valenzuela mindestens zweimal als Outfielder bzw. First Base man in besonders langen Spielen, in denen er nicht werfen musste.

### Spitzname „El Toro“

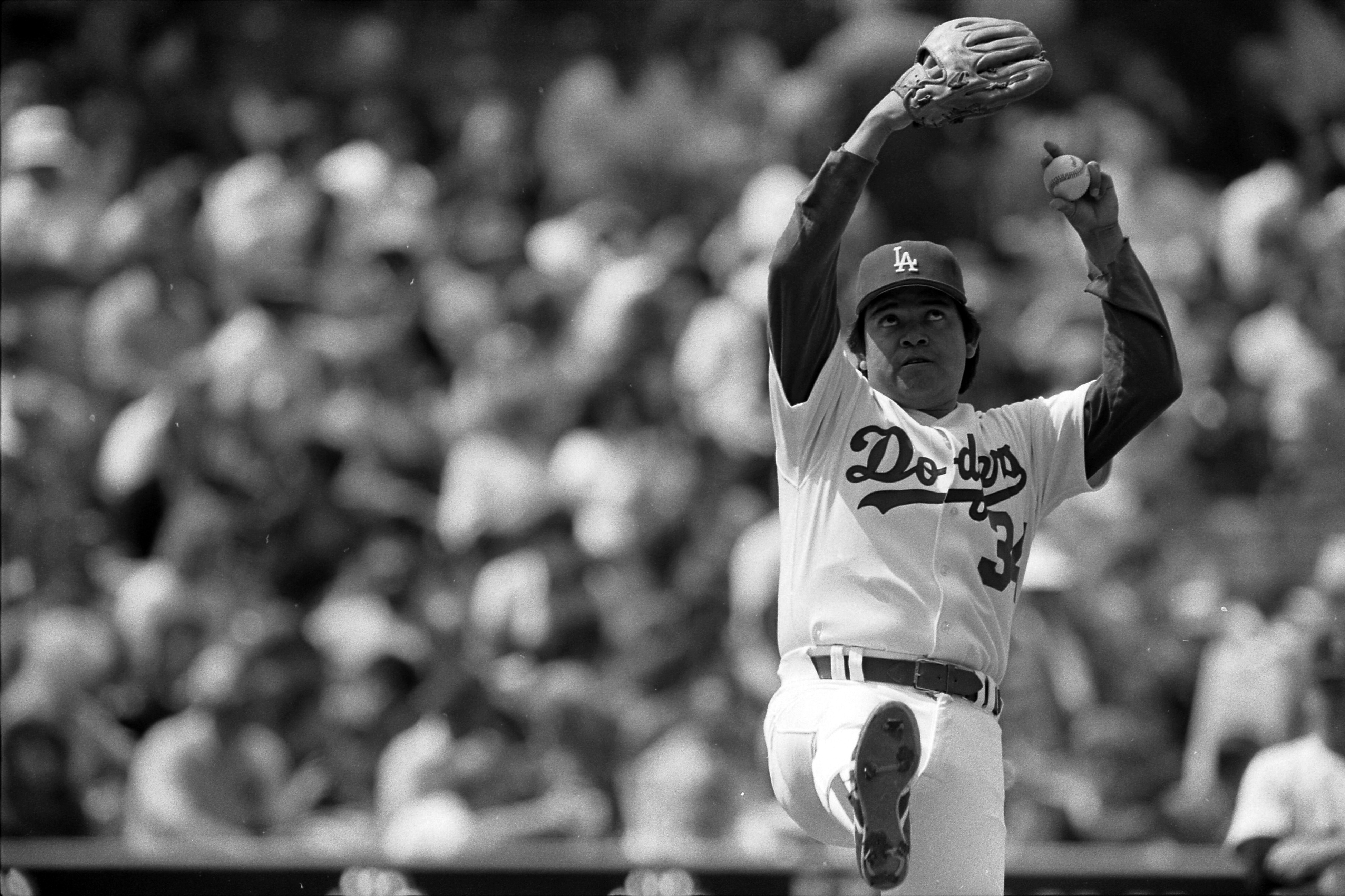
Fernando Valenzuela (1986)

Nach seinem herausragenden Debüt folgten einige Jahre, in denen Valenzuela, der von den Fans „El Toro“ (der Stier) genannt wurde, als einer der besten Pitcher der Liga bekannt wurde. Eine seiner erfolgreichsten Jahre wurde die Saison 1986, die er mit 21–11 und einem ERA von 3.14 abschloss. Für einen weiteren Cy Young Award verlor er die Abstimmung nur knapp gegen den Houston Astros Pitcher Mike Scott. Im All-Star Game 1986 gelangen ihm fünf Strikeouts in Folge. Damit stellte er den 1934 von Carl Hubbell aufgestellten Rekord ein.
Ab 1987 fielen seine Leistungen ab, er beendete die Saison mit einer 14–14 Bilanz und einem ERA von 3.98. 1988 gewann er nur fünf Spiele und fehlte den Großteil der Saison. Seine letzte große Leistung zeigte er 1990 beim Spiel gegen die St. Louis Cardinals, bei dem er einen 6–0 No-Hitter warf.
Am Anfang seiner Karriere hatte Valenzuela Probleme gehabt, mit seinen Catchern zu kommunizieren, weil er die englische Sprache nur schlecht beherrschte. Der Catcher Mike Scioscia, der als Rookie in die Mannschaft kam, lernte daraufhin Spanisch und wurde so zu Valenzuelas persönlichem Catcher, bevor er schließlich zum Stammspieler wurde.

### Karriere nach den Dodgers
Nachdem er im Spring Training 1991 nicht überzeugen konnte, wurde Valenzuela von den Dodgers entlassen. Auch ein Comeback-Versuch mit den California Angels scheiterte. Er unterschrieb zwar einen Vertrag mit den Detroit Tigers im Frühjahr 1992, spielte aber nie für die Mannschaft, woraufhin sein Vertrag von Jalisco, einem Verein der Mexikanischen Liga, aufgekauft wurde. Dort spielte er einige Zeit, bevor er einen weiteren Comeback-Versuch im Jahr 1993 bei den Baltimore Orioles startete.
Es folgte eine weitere gute Saison 1996 bei den San Diego Padres, mit einer 13–8 und einem ERA von 3.62. Ein Jahr später trat er, bei den St. Louis Cardinals spielend, zurück. Er beendete seine Karriere mit einer Abschlussbilanz von 173–153 und einem ERA von 3.54. Ein Angebot der Los Angeles Dodgers 1999 zu einem erneuten Comeback lehnte er ab. Im Juni 2004 kündigte er seine Rückkehr in die Liga Mexicana del Pacífico mit damals 44 Jahren an. Er spielte in dieser Liga bis 2005.

### Valenzuela als Schlagmann
Valenzuela war, für einen Pitcher unüblich, als guter Schlagmann bekannt. Seine beste Saison als Schlagmann hatte er 1990, als er diese mit einem Durchschnitt von .304 mit fünf Doubles und 11 RBIs bei 69 At-Bats beendete. In seiner gesamten Karriere erreichte er einen Durchschnitt von .200 mit zehn Home Runs, 26 Doubles und 84 RBI bei 936 at-bats. Er gewann den Silver Slugger Award 1981 und 1983.

## Nach der Karriere und Tod
Die mexikanische Baseball-Liga gedachte am 6. Juli 2019 dem Erbe Valenzuelas und zog die Rückennummer 34 aus der gesamten Liga zurück.
Fernando Valenzuela starb im Oktober 2024 im Alter von 63 Jahren. Er wurde feuerbestattet und im Forest Lawn Memorial Park beigesetzt.